# Juno Award för Årets artist
Juno Award för Årets artist är ett årligt kanadensiskt musikpris, som i likhet med övriga Juno Awards utdelas av Canadian Academy of Recording Arts and Sciences (CARAS). Fem nominerade utses genom en kombination av försäljningsstatistik och omröstning bland CARAS medlemmar. Vinnaren utses därefter genom medlemsomröstning. 
Före 2002 fanns ett pris för män och ett pris för kvinnor, och priserna har gått under olika namn. Sedan 2003 heter det Artist of the Year. 

## Mottagare

### Outstanding Performance (1972–1973)
| År   | Outstanding Performance of the Year – Män | Outstanding Performance of the Year – Kvinnor | Refs.       |
| ---- | ----------------------------------------- | --------------------------------------------- | ----------- |
| 1972 | Joey Gregorash                            | Ginette Reno                                  | [ 1 ] [ 2 ] |
| 1973 | Bob McBride                               | Ginette Reno                                  | [ 3 ] [ 4 ] |

### Bästa manliga vokalist och Bästa kvinnliga vokalist (1970–1998)
| År                   | Bästa manliga vokalist | Bästa manliga vokalist                                                   | Bästa kvinnliga vokalist | Bästa kvinnliga vokalist                                          | Refs.                |
| År                   | Vinnare                | Nominerade                                                               | Vinnare                  | Nominerade                                                        | Refs.                |
| -------------------- | ---------------------- | ------------------------------------------------------------------------ | ------------------------ | ----------------------------------------------------------------- | -------------------- |
| 1970                 | Andy Kim               | —                                                                        | Ginette Reno             | —                                                                 | [ 5 ]                |
| 1971                 | Gordon Lightfoot       | - Andy Kim - Pierre Lalonde - Gene MacLellan - Tom Northcott             | Anne Murray              | - Susan Jacks - Debbie Lori Kaye - Joni Mitchell - Ginette Reno   | [ 6 ]                |
| 1972                 | Gordon Lightfoot       | —                                                                        | Anne Murray              | —                                                                 | [ 7 ] [ 8 ]          |
| 1973                 | Gordon Lightfoot       | —                                                                        | Anne Murray              | —                                                                 | [ 9 ] [ 10 ]         |
| 1974                 | Terry Jacks            | - Keith Hampshire - Gordon Lightfoot - Bob McBride - Murray McLauchlan   | Anne Murray              | - Shirley Eikhard - Patsy Gallant - Susan Jacks - Ginette Reno    | [ 12 ]               |
| 1975                 | Gordon Lightfoot       | - Michel Pagliaro - Paul Anka - Stompin' Tom Connors - Terry Jacks       | Anne Murray              | - Alexis Radlin - CCathy Young - Patsy Gallant - Susan Jacks      | [ 13 ] [ 14 ]        |
| 1976                 | Gino Vannelli          | - Gordon Lightfoot - Jean-Pierre Ferland - Murray McLauchlan - Paul Anka | Joni Mitchell            | - Anne Murray - Charity Brown - Suzanne Stevens - Sylvia Tyson    | [ 15 ] [ 16 ]        |
| 1977                 | Burton Cummings        | - Gino Vannelli - Gordon Lightfoot - Paul Anka - Valdy                   | Patsy Gallant            | - Anne Murray - Carroll Baker - Charity Brown - Joni Mitchell     | [ 17 ] [ 18 ]        |
| 1978                 | Dan Hill               | - Burton Cummings - Gino Vannelli - Gordon Lightfoot - Valdy             | Patsy Gallant            | - Carroll Baker - Charity Brown - Claudja Barry - Joni Mitchell   | [ 19 ] [ 20 ]        |
| 1979                 | Gino Vannelli          | - Burton Cummings - Dan Hill - Gordon Lightfoot - Neil Young             | Anne Murray              | - Carroll Baker - Joni Mitchell - Lisa Dal Bello - Patsy Gallant  | [ 21 ] [ 22 ]        |
| 1980                 | Burton Cummings        | - Bruce Cockburn - Gino Vannelli - Murray McLauchlan - Neil Young        | Anne Murray              | - Carroll Baker - Claudja Barry - Joni Mitchell - Lisa Dal Bello  | [ 23 ] [ 24 ]        |
| 1981                 | Bruce Cockburn         | - Burton Cummings - Gino Vannelli - Gordon Lightfoot - Neil Young        | Anne Murray              | - Carroll Baker - Claudja Barry - Joni Mitchell - Susan Jacks     | [ 25 ] [ 26 ]        |
| 1982                 | Bruce Cockburn         | - Burton Cummings - Gino Vannelli - Gordon Lightfoot - Neil Young        | Anne Murray              | - Carole Pope - Carroll Baker - Joni Mitchell - Lisa Dal Bello    | [ 27 ] [ 28 ]        |
| 1983                 | Bryan Adams            | - Aldo Nova - Burton Cummings - Gordon Lightfoot - Murray McLauchlan     | Carole Pope              | - Anne Murray - Jessie Burns - Joni Mitchell - Shari Ulrich       | [ 29 ] [ 30 ]        |
| 1984                 | Bryan Adams            | - Bruce Cockburn - Corey Hart - Gordon Lightfoot - Stan Rogers           | Carole Pope              | - Anne Murray - Dalbello - Holly Woods - Shari Ulrich             | [ 31 ] [ 32 ]        |
| 1985                 | Bryan Adams            | - Bruce Cockburn - Corey Hart - Gowan - Kim Mitchell                     | Luba                     | - Anne Murray - Carole Pope - Dalbello - Lee Aaron                | [ 33 ] [ 34 ] [ 35 ] |
| 1986                 | Bryan Adams            | - Bruce Cockburn - Gino Vannelli - Kim Mitchell - Neil Young             | Luba                     | - Anne Murray - Carroll Baker - Jane Siberry - Martine St. Clair  | [ 36 ] [ 37 ] [ 38 ] |
| 1987                 | Bryan Adams            | - Corey Hart - Gino Vannelli - Gowan - Kim Mitchell                      | Luba                     | - Anne Murray - k.d. lang - Lee Aaron - Véronique Béliveau        | [ 39 ] [ 40 ]        |
| Ingen utdelning 1988 |                        |                                                                          |                          |                                                                   |                      |
| 1989                 | Robbie Robertson       | - Bruce Cockburn - David Wilcox - Leonard Cohen - Neil Young             | k.d. lang                | - Anne Murray - Celine Dion - Johanne Blouin - Rita MacNeil       | [ 41 ] [ 42 ]        |
| 1990                 | Kim Mitchell           | - Bruce Cockburn - David Wilcox - George Fox - Neil Young                | Rita MacNeil             | - Anne Murray - Candy Pennella - Lee Aaron - Sass Jordan          | [ 43 ] [ 44 ]        |
| 1991                 | Colin James            | - Gowan - Maestro Fresh-Wes - Neil Young - Paul Janz                     | Celine Dion              | - Anne Murray - Candy Pennella - Lee Aaron - Rita MacNeil         | [ 45 ] [ 46 ]        |
| 1992                 | Tom Cochrane           | - Bryan Adams - Bruce Cockburn - Maestro Fresh-Wes - Robbie Robertson    | Celine Dion              | - Lee Aaron - Loreena McKennitt - Mitsou - Sarah McLachlan        | [ 47 ] [ 48 ]        |
| 1993                 | Leonard Cohen          | - Corey Hart - Francis Martin - Kim Mitchell - Neil Young                | Celine Dion              | - k.d. lang - Michelle Wright - Rita MacNeil - Sass Jordan        | [ 49 ] [ 50 ]        |
| 1994                 | Roch Voisine           | - Daniel Lanois - John McDermott - Snow - Stef Carse                     | Celine Dion              | - Alannah Myles - Anne Murray - Rita MacNeil - Sarah McLachlan    | [ 51 ] [ 52 ]        |
| 1995                 | Neil Young             | - Bruce Cockburn - Colin James - John McDermott - Roch Voisine           | Jann Arden               | - Julie Masse - Loreena McKennitt - Michelle Wright - Sass Jordan | [ 53 ] [ 54 ]        |
| 1996                 | Colin James            | - Charlie Major - Mario Pelchat - Neil Young - Tom Cochrane              | Alanis Morissette        | - Celine Dion - Rita MacNeil - Shania Twain - Susan Aglukark      | [ 55 ] [ 56 ]        |
| 1997                 | Bryan Adams            | - Corey Hart - John McDermott - Neil Young - Paul Brandt                 | Celine Dion              | - Alannah Myles - Amanda Marshall - Deborah Cox - Lara Fabian     | [ 57 ] [ 58 ]        |
| 1998                 | Paul Brandt            | - Bruce Cockburn - Bruno Pelletier - John McDermott - Roch Voisine       | Sarah McLachlan          | - Jann Arden - Loreena McKennitt - Shania Twain - Terri Clark     | [ 59 ] [ 60 ]        |

### Bästa manliga vokalist och Bästa kvinnliga vokalist (1999)
| År   | Bästa manliga vokalist | Bästa manliga vokalist                                  | Bästa kvinnliga vokalist | Bästa kvinnliga vokalist                                | Refs.         |
| År   | Vinnare                | Nominerade                                              | Vinnare                  | Nominerade                                              | Refs.         |
| ---- | ---------------------- | ------------------------------------------------------- | ------------------------ | ------------------------------------------------------- | ------------- |
| 1999 | Jim Cuddy              | - Colin James - Corey Hart - David Usher - Kevin Parent | Celine Dion              | - Deborah Cox - Ginette Reno - Holly Cole - Lynda Lemay | [ 61 ] [ 62 ] |

### Bästa manliga artist och Bästa kvinnliga artist (2000–2001)
| År   | Bästa manliga artist | Bästa manliga artist                                    | Bästa kvinnliga artist | Bästa kvinnliga artist                                            | Refs.         |
| År   | Vinnare              | Nominerade                                              | Vinnare                | Nominerade                                                        | Refs.         |
| ---- | -------------------- | ------------------------------------------------------- | ---------------------- | ----------------------------------------------------------------- | ------------- |
| 2000 | Bryan Adams          | - Paul Brandt - Choclair - Tom Cochrane - Edwin         | Chantal Kreviazuk      | - Alanis Morissette - Amanda Marshall - Celine Dion - Lynda Lemay | [ 63 ] [ 64 ] |
| 2001 | Neil Young           | - Nicola Ciccone - Jesse Cook - Sylvain Cossette - Snow | Jann Arden             | - Isabelle Boulay - Lara Fabian - Lynda Lemay - Terri Clark       | [ 65 ] [ 66 ] |

### Bästa artist (2002)
| År   | Bästa artist | Nominerade                                                | Ref.   |
| ---- | ------------ | --------------------------------------------------------- | ------ |
| 2002 | Diana Krall  | - Amanda Marshall - Garou - Leonard Cohen - Nelly Furtado | [ 67 ] |

### Årets artist (från 2003)
| År   | Årets artist  | Nominerade                                                            | Ref.   |
| ---- | ------------- | --------------------------------------------------------------------- | ------ |
| 2003 | Shania Twain  | - Alanis Morissette - Celine Dion - Daniel Bélanger - Remy Shand      | [ 68 ] |
| 2004 | Sam Roberts   | - Celine Dion - Nelly Furtado - Sarah McLachlan - Shawn Desman        | [ 69 ] |
| 2005 | Avril Lavigne | - Bryan Adams - Celine Dion - Diana Krall - k.d. lang                 | [ 70 ] |
| 2006 | Michael Bublé | - Boom Desjardins - Diana Krall - Kalan Porter - Rex Goudie           | [ 68 ] |
| 2007 | Nelly Furtado | - Diana Krall - Gregory Charles - Loreena McKennitt - Pierre Lapointe | [ 71 ] |
| 2008 | Feist         | - Avril Lavigne - Celine Dion - Michael Bublé - Pascale Picard        | [ 72 ] |
| 2009 | Sam Roberts   | - Bryan Adams - City and Colour - k.d. lang - Serena Ryder            | [ 73 ] |
| 2010 | K'naan        | - Diana Krall - Jann Arden - Johnny Reid - Michael Bublé              | [ 74 ] |
| 2011 | Neil Young    | - Drake - Johnny Reid - Justin Bieber - Sarah McLachlan               | [ 75 ] |
| 2012 | Feist         | - City and Colour - deadmau5 - Drake - Michael Bublé                  | [ 76 ] |
| 2013 | Leonard Cohen | - Justin Bieber - deadmau5 - Carly Rae Jepsen - Johnny Reid           | [ 77 ] |
| 2014 | Serena Ryder  | - Céline Dion - Drake - Michael Bublé - Robin Thicke                  | [ 78 ] |
| 2015 | The Weeknd    | - Bryan Adams - deadmau5 - Leonard Cohen - Sarah McLachlan            | [ 79 ] |
| 2016 | The Weeknd    | - City and Colour - Shawn Mendes - Drake - Justin Bieber              | [ 80 ] |
| 2017 | Leonard Cohen | - Alessia Cara - Drake - Shawn Mendes - The Weeknd                    | [ 81 ] |
| 2018 | Gord Downie   | - Daniel Caesar - Lights - Ruth B - Shania Twain                      | [ 82 ] |
| 2019 | Shawn Mendes  | - Michael Bublé - Alessia Cara - The Weeknd - Tory Lanez              | [ 83 ] |